# Банебджедет
Банебджедет (Банебджед) — в древнеегипетской мифологии — бог плодовитости, плодородия и рождаемости. Центром его культа был город Мендес (Джедет). Изображался Банебджедет в виде человека с головой барана.

## Происхождение
В Верхнем Египте его эквивалентом был бог Хнум. Женой Банебджедета была богиня Хатмехит (Хатмехет), которая, возможно, была богиней города Мендес (греч. Μένδης, егип. Джедет, араб. تل الربع‎). Банебджедет, Хатмехит и их сын Гор вместе составляли триаду божеств города Мендеса.

## Изображение
Как правило, Банебджедет изображался с четырьмя бараньими головами, символизирующими четыре «Ба» бога солнца. Возможно, это связывало его с первыми четырьмя верховными богами Египта (Осирис, Атум, Геб и Шу), изображёнными на большой гранитной плите в Мендесе.

## Культ
В Книге Небесной Коровы есть описание поклонения Банебджедету как живущему духу Ра в виде барана — древнему символу мужественности и сексуальной силы. В мифологии Нового Царства упоминается о том, что Банебджедет был советником «Божественного Трибунала», чтобы решить спор между Гором и Сетом на право владения египетским троном. Банебджедет предложил обратиться за решением к богине Нейт, хотя сам высказался за то, чтобы трон отдать Сету, так как он являлся старшим братом.
До нас дошёл сюжет, записанный на стеле из Рамессеума, где рассказывается, что Птах — созидательный бог Мемфиса — принял облик Банебджедета, чтобы стать отцом фараона при его зачатии. Как полагают исследователи, связь Банебджедета с различными сексуальными проявлениями впоследствии способствовала его демонизации первыми христианами, видевшими в нём похотливого беса в козлином облике.